# Poccistraße
Poccistraße - stacja metra w Monachium, na linii U3 i U6. Stacja została otwarta 28 maja 1978.